# Zimrat
Zimrat (hebrejsky זִמְרָת, v oficiálním přepisu do angličtiny Zimrat) je vesnice typu mošav v Izraeli, v Jižním distriktu, v Oblastní radě Sdot Negev.

## Geografie
Leží v nadmořské výšce 123 metrů na severozápadním okraji pouště Negev; v oblasti která byla od 2. poloviny 20. století intenzivně zúrodňována a zavlažována a ztratila charakter pouštní krajiny. Jde o zemědělsky obdělávaný pás přiléhající k pásmu Gazy a navazující na pobřežní nížinu. Severně od mošavu začíná vádí Nachal Sa'ad.
Obec se nachází 13 kilometrů od břehu Středozemního moře, cca 72 kilometrů jihojihozápadně od centra Tel Avivu, cca 75 kilometrů jihozápadně od historického jádra Jeruzalému a 9 kilometrů jihozápadně od města Sderot. Zimrat obývají Židé, přičemž osídlení v tomto regionu je etnicky převážně židovské. 6 kilometrů severozápadním směrem ale začíná pásmo Gazy s početnou arabskou (palestinskou) populací.
Zimrat je na dopravní síť napojen pomocí dálnice číslo 25, ze které tu odbočuje lokální silnice 2422.

## Dějiny
Zimrat byl založen v roce 1957. Jejími zakladateli byli Židé z Tuniska napojení náboženskou sionistickou organizaci ha-Po'el ha-Mizrachi, která v tomto regionu založila celý blok nábožensky orientovaných osad (Šuva Alef – dnešní Šuva, Šuva Bet – dnes Zimrat, Šuva Gimel – dnes Šokeda, Šuva Dalet – nerealizovaná vesnice Cumcha, Šuva He – dnes Tušija, Šuva Vav – dnes Kfar Majmon, Tkuma a Jošivja).
Obyvatelé sem v 50. letech 20. století dorazili z přistěhovaleckých táborů s cílem posílit stagnující populaci vesnice Šuva založené roku 1950 Židy z Libye. Mezi oběma skupinami židovských imigrantů však došlo k rozkolu a neshodám. V roce 1957 proto došlo k rozdělení mošavu Šuva a Židé z Tuniska se administrativně oddělili do samostatného mošavu Zimrat. Zpočátku čelili těžkým ekonomickým podmínkám a byli závislí na přídělovém systému.
Vesnice je pojmenována podle biblického citátu z Knihy Exodus 15,2: „Hospodin je má záštita a píseň, stal se mou spásou. On je můj Bůh, a já ho velebím, Bůh mého otce, a já ho vyvyšuji“
Místní ekonomika je založena na zemědělství (pěstování zeleniny, citrusů, chov dobytka). Význam zemědělství ale klesá. Kvůli odlivu obyvatel vesnice přikročila k stavební expanzi a umožnila přistěhování i individuálním uchazečům. V obci funguje zdravotní středisko, sportovní areály, obchod se smíšeným zbožím, synagoga a mikve.

## Demografie
Obyvatelstvo mošavu je nábožensky orientované. Podle údajů z roku 2014 tvořili naprostou většinu obyvatel v Zimrat Židé (včetně statistické kategorie "ostatní", která zahrnuje nearabské obyvatele židovského původu ale bez formální příslušnosti k židovskému náboženství).
Jde o menší obec vesnického typu s dlouhodobě kolísající populací. K 31. prosinci 2014 zde žilo 418 lidí. Během roku 2014 populace stoupla o 14,5 %.
| Rok            | 1961 | 1972 | 1983 | 1995 | 2001 | 2003 | 2004 | 2005 | 2006 | 2007 | 2008 | 2009 | 2010 | 2011 | 2012 | 2013 | 2014 |
| -------------- | ---- | ---- | ---- | ---- | ---- | ---- | ---- | ---- | ---- | ---- | ---- | ---- | ---- | ---- | ---- | ---- | ---- |
| Počet obyvatel | 317  | 419  | 391  | 297  | 274  | 262  | 253  | 264  | 271  | 266  | 271  | 295  | 299  | 301  | 315  | 365  | 418  |